# Przełęcz Żebrak
Przełęcz Żebrak (816 m n.p.m.) – przełęcz w Bieszczadach Zachodnich, w środkowej części Wysokiego Działu. Znajduje się pomiędzy masywem Chryszczatej na północy a szczytem Jawornego na południu, na terenie Ciśniańsko-Wetlińskiego Parku Krajobrazowego. Jest zwornikiem dla odbiegającego na zachód grzbietu ze szczytem Maguryczne (884 m n.p.m.). Poniżej przełęczy znajdują się źródła potoków: Chliwnego (spływa w kierunku południowo-zachodnim do Osławy), Mikowego (spływa w kierunku północno-zachodnim do Osławy) i Rabiańskiego (też: Riabego, spływa w kierunku północno-wschodnim do Jabłonki).
Przez przełęcz przebiega lokalna droga Wola Michowa – Rabe (zakaz ruchu pojazdów mechanicznych). Na przełęczy znajduje się obszerna wiata turystyczna ze stołem i ławami.

## Szlak turystyczny
Główny Szlak Beskidzki na odcinku Komańcza – Cisna:
- z Cisnej 5.30 h
- z Komańczy 4.45 h, z Chryszczatej 1.15 h